# هينريتش فون أنغيلي
هينريتش فون أنغيلي (بالألمانية: Heinrich von Angeli)‏ هو رسام نمساوي، ولد في 8 يوليو 1840 في شوبرون في المجر، وتوفي في 21 أكتوبر 1925 في فيينا في النمسا.